# Latrobe
Latrobe település az Amerikai Egyesült Államok Pennsylvania államában, Westmoreland megyében. Lakosainak száma 8060 fő (2020. április 1.).

## Népesség
| Lakosok száma | 8994 | 8338 | 8060 |
|               | 2000 | 2010 | 2020 |